# 詹佳儒
詹佳儒（Ed Chan，1991年4月24日—），台灣男演員。

## 簡歷
詹佳儒於2009年參加年代電視台行腳節目《單車二勢力》主持人徵選，獲勝後與伊美居經紀簽約一年，成為《單車二勢力》助理主持。2011年，獲選為壹電視節目《台灣甲透透》主持人。同年參加由王偉忠創辦的《明星藝能學員》綜藝班，訓練一年，為第一屆畢業生。其後開始接下許多廣告、戲劇、電影演出。

## 電視劇
| 年度   | 頻道             | 劇名           | 角色   |
| ------ | ---------------- | -------------- | ------ |
| 2013年 | 民視             | 我愛你愛你愛我 | 正秋   |
| 2014年 | 民視             | 龍飛鳳舞       | 道士   |
| 2014年 | 民視             | 嫁妝           | 債主   |
| 2015年 | 大愛電視台       | 愛的人生路     | 阿聰   |
| 2015年 | 大愛電視台       | 最美的雲彩     | 宋組長 |
| 2016年 | 大愛電視台       | 阿燕           | 阿興   |
| 2016年 | 三立都會台       | 軍官·情人      | 林尚鈞 |
| 2016年 | 三立都會台       | 大人情歌       | 侯子達 |
| 2017年 | 三立都會台       | 我的愛情不平凡 | 大飛   |
| 2018年 | 三立台灣台       | 金家好媳婦     | 阿肥   |
| 2018年 | 三立台灣台       | 炮仔聲         | 招財   |
| 2018年 | 台視、三立都會台 | 你有念大學嗎？ | 大頭   |
| 2019年 | 網路劇           | 恐懼事件簿     | 大雕   |
| 2020年 | 三立台灣台       | 天之驕女       | 有朋   |
| 2020年 | 台視、三立都會台 | 天巡者         | 男鬼   |
| 2021年 | 公視、YouTube    | 國際橋牌社2    | 鄭錦生 |
| 2023年 | 三立台灣台       | 天道           | 曾英雄 |

## 電影
- 2013年《逆轉勝》

## 主持
- 瘋狂賣客-購物台主持人
- 壹電視-台灣甲透透主持人
- 年代電視-單車二勢力旅遊節目，助理主持
- 夜店space-MC
- UCF華美航運-917揪一起讓世界看見台灣 主持人

## 外部連結
- 詹毛帽（詹佳儒）Facebook專頁
- 詹毛帽作品集 YOUTUBE連結
- 【917華美日-讓世界看見台灣】揪一起實驗室來啦